# Thoracochaeta ancudensis
Thoracochaeta ancudensis är en tvåvingeart som beskrevs av Richards 1931. Thoracochaeta ancudensis ingår i släktet Thoracochaeta och familjen hoppflugor. Inga underarter finns listade i Catalogue of Life.